# Black Hoof
Catecahassa o Black Hoof (c. 1740-1831) fou un prominent cap shawnee. No se sap exactament quan va néixer, però participà en la Guerra Franco-índia del 1753, i també lluità amb Blue Jacket i Little Turtle a la batalla de Fallen Timbers (1794). Fou un dels signants del Tractat de Greenville (1795). Convençut que calia adoptar l'estil de vida blanc, el 1808 establí granges a Wapakoneta i construí un molí. Es va oposar a la Guerra de Tecumseh i cap al 1826 acompanyà els shawnee que emigraren cap a Kansas.